# Salvatorische Klausel
Als salvatorische Klausel (lat. salvatorius „bewahrend“, „erhaltend“) wird in der Rechtssprache die Bestimmung („Klausel“) eines Vertragswerkes bezeichnet, welche die Rechtsfolgen regelt, wenn sich einzelne Vertragsbestandteile als unwirksam oder undurchführbar erweisen sollten oder sich herausstellt, dass der Vertrag Fragen nicht regelt, die eigentlich hätten geregelt werden müssen. Die salvatorische Klausel hat den Zweck, einen teilweise unwirksamen oder undurchführbaren Vertrag, insbesondere aber den wirtschaftlichen Erfolg, den der Vertrag bewirken soll, so weit wie möglich aufrechtzuerhalten.

## Deutschland

### Beispielhafte Formulierung
„Sollten einzelne Bestimmungen dieses Vertrages unwirksam oder undurchführbar sein oder nach Vertragsschluss unwirksam oder undurchführbar werden, bleibt davon die Wirksamkeit des Vertrages im Übrigen unberührt. An die Stelle der unwirksamen oder undurchführbaren Bestimmung soll diejenige wirksame und durchführbare Regelung treten, deren Wirkungen der wirtschaftlichen Zielsetzung am nächsten kommen, die die Vertragsparteien mit der unwirksamen bzw. undurchführbaren Bestimmung verfolgt haben. Die vorstehenden Bestimmungen gelten entsprechend für den Fall, dass sich der Vertrag als lückenhaft erweist.“
Verkürzte Form:
Sollte eine Bestimmung dieses Vertrages unwirksam sein, wird die Wirksamkeit der übrigen Bestimmungen davon nicht berührt. Die Parteien verpflichten sich, anstelle der unwirksamen Bestimmung eine dieser Bestimmung möglichst nahekommende wirksame Regelung zu treffen.
Satz 1 dieser Klausel stellt sicher, dass die Unwirksamkeit einer einzelnen Bestimmung des Vertrages lediglich Teilnichtigkeit, nicht jedoch Nichtigkeit der gesamten Vereinbarung zur Folge hat. Nach § 139 BGB nämlich führt die Teilnichtigkeit eines Vertrages grundsätzlich zur Unwirksamkeit der ganzen Vereinbarung, es sei denn, die Vertragsparteien hätten die Vereinbarung auch ohne den unwirksamen Teil abgeschlossen. Genau dies – nämlich den Willen der Parteien, auch ohne den unwirksamen Teil an der Vereinbarung festzuhalten – bringt der erste Satz der obigen salvatorischen Klausel zum Ausdruck.
Die Sätze 2 und 3 legen im Prinzip lediglich die Grundsätze der ergänzenden Vertragsauslegung fest, die auch ohne ausdrückliche Regelung im Vertrag allgemein gelten. Aus rechtlicher Sicht sind diese Sätze daher streng genommen überflüssig. Zur Information der Vertragsparteien ist es gleichwohl sinnvoll, diese Ausführungen in den Vertrag aufzunehmen.

### Anwendung bei AGB
Nicht sinnvoll hingegen sind salvatorische Klauseln, um die Wirksamkeit von Allgemeinen Geschäftsbedingungen (AGB) sicherzustellen. Zunächst einmal liegt das daran, dass für diese nach dem BGB ohnehin die Regelung gilt, dass die Unwirksamkeit einer Klausel die Wirksamkeit des Restes nicht berührt § 306 Abs. 1 BGB – die gewünschte Rechtsfolge tritt ohnehin ein.
Hinsichtlich des Ersetzens durch eine wirksame Regelung (S. 2) kollidiert die salvatorische Klausel hingegen mit dem grundsätzlichen Verbot der geltungserhaltenden Reduktion, das auch im Zusammenhang mit dem in § 307 Abs. 1, S. 2 BGB kodifizierten Transparenzgebot bewirkt, dass eine unwirksame Klausel nicht vom Gericht durch eine andere, gerade noch wirksame Klausel ersetzt werden kann: entweder die Klausel ist wirksam, oder sie ist vollständig unwirksam und es gilt die Grundregel des § 306 Abs. 2 BGB, wonach eine unwirksame Klausel durch die gesetzliche Regelung ersetzt wird. Eine davon abweichende salvatorische Klausel ist selbst nach § 307 BGB unzulässig.
Schließlich ist die Klausel aus einem anderen Grund unwirksam: § 306 Abs. 3 BGB bestimmt, dass ausnahmsweise ein Vertrag dann vollständig unwirksam wird, wenn durch Wegfall einzelner Klauseln eine Seite so unzumutbar benachteiligt würde, dass ihr kein Festhalten am Vertrag mehr zugemutet werden kann. In diesem Fall führt die Unwirksamkeit der Klausel tatsächlich zur Unwirksamkeit des Vertrags. Eine salvatorische Klausel, die von § 306 Abs. 3 BGB abweicht, würde gerade eine unzumutbare Benachteiligung darstellen und ist daher nach § 307 BGB ebenfalls unwirksam.
Zum Schutz von AGB ist eine salvatorische Klausel also nicht sinnvoll. Entweder gibt sie exakt den Inhalt von § 306 BGB wieder (dann ist sie überflüssig) oder sie weicht von § 306 BGB ab (dann ist sie wegen § 307 BGB unwirksam).

## Österreich
Für den österreichischen Rechtsbereich gilt – allerdings eingeschränkt nur auf Geschäfte zwischen Unternehmern – im Prinzip das Gleiche. Für Konsumenten im Anwendungsbereich des österreichischen Konsumentenschutzgesetzes gilt anderes, hier kann eine salvatorische Klausel, wenn für den durchschnittlichen Verbraucher nicht mehr erkennbar ist, was nun eigentlich gilt, je nach Art und Inhalt ihrer Abfassung dem Transparenzgebot des § 6 Abs. 3 Konsumentenschutzgesetz widersprechen und somit nichtig sein.

## Schweiz
In der Schweiz ist eine salvatorische Klausel grundsätzlich überflüssig, weil ihr Regelungsziel in OR Art. 20 Abs. 2 gesetzlich geregelt ist.